# Centaurea serowensis
Centaurea serowensis — вид квіткових рослин родини айстрових (Asteraceae). Ареал: Іран. Належить до C. sect. Acrocentron із провінції Західний Азербайджан північно-західного Ірану.